# Rádio Timbira
Rádio Timbira é uma emissora de rádio brasileira sediada em São Luís, capital do estado do Maranhão. Opera no dial FM, na frequência 95.5 MHz, oriunda da migração do AM 1290 kHz. A emissora foi fundada em 15 de julho de 1941, sendo a primeira emissora de rádio do Maranhão. Pertence ao Governo do Estado do Maranhão, sendo parte da Secretaria de Comunicação Social e Assuntos Políticos (SECAP). Seus estúdios ficam localizados no Centro de São Luís, e os seus transmissores ficam no Parque São João Paulo II, às margens do Rio Bacanga.

## História

### 1941 a 1999
A implantação do primeiro veículo radiofônico no Maranhão, batizado como Rádio Difusora, mais tarde Rádio Timbira, foi fundada durante o governo Getúlio Vargas e surgiu a partir de solicitações do interventor Paulo Ramos.
Com o apoio das autoridades federais, foi concedido para a rádio oficial o prefixo PRJ–9, que ocupou a onda média, sendo sintonizada através de 1940 kHz.
Para a montagem da rádio, a Philips, empresa especializada no ramo, enviou ao São Luís o técnico mato-grossense Edson Browne de Araujo, cuja importância foi vital para a sobrevivência do rádio maranhense.
Inaugurada solenemente no dia 15 de agosto de 1941, a PRJ-9 entrou no ar às 21h00 com o pronunciamento do interventor Paulo Ramos, que foi ouvido em mais de 60 municípios do Estado.
Por meio da rádio pioneira, o Maranhão passou a compor a maior cadeia de comunicação da época no Brasil, os Diários Associados, comandado por Assis Chateaubriand. A partir daí, a PRJ-9 passou a ser chamada de Rádio Timbira, devido aos povos indígenas que habitavam no Maranhão.
A Rádio Timbira passou por momentos memoráveis, com um elenco impecável, uma estrutura com vários departamentos para atender as necessidades dos ouvintes e com grandes locutores, vivendo períodos de altos e baixos em sua trajetória.
O momento mais crítico da rádio foi no governo de Roseana Sarney (1995-2002), que extinguiu a rádio Timbira, sendo publicado no Diário Oficial do Estado do Maranhão, ocorrida em 27 de outubro de 1995. Por ser uma concessão do Governo Federal, a rádio continua levando a sua voz para todo o Estado.
De 1995 a 2007, a rádio funcionou de forma precária. Na ocasião, a governadora Roseana Sarney, recém-eleita, resolveu extinguir a autarquia (empresa pública) alegando que os prejuízos decorrentes da administração eram maiores que as receitas. Como a rádio provinha de uma concessão federal, e todos os equipamentos estavam em boas condições, as transmissões continuaram, mantidas pelo empenho de voluntários e o veículo foi incorporado à Secretária de Comunicação do Estado.

### Década de 2000
O sucessor, José Reinaldo Tavares (2002-2006), que mais tarde rompeu com a família Sarney, em maio de 2004, se empenhou para reerguer a emissora. A rádio chegou a transmitir por vários meses de 2004, a outra faixa além de 1290 AM: na Onda Curta de 15210 SW (onda curta). Chegou a informar em comerciais após o término dos programas que terá também na faixa de Onda Tropical (que só existe no Brasil) de 4950 OT, mas jamais foi colocada no ar.
O transmissor, com potência de 10 kW, além de baixa potência em comparação às outras cinco rádios existentes na região, não tinha bom som, tendo transmissão restrita até 100 km de cobertura.
Após a eleição de 2006 e a posse do então governador Jackson Lago, visto como vitória para José Tavares por ter feito o sucessor, o atual governo se empenha recuperar a rádio. Agora, o governo viu a necessidade de se ter o veículo funcionando com toda a potência e elegeu uma nova diretoria que vai ser responsável pela sua revitalização.
O governador Jackson Lago pretende transformar a Rádio Timbira em um instrumento de comunicação forte e democrático, capaz de levar as ações do governo a todo o Maranhão, oferecendo espaço para que o povo possa participar, reivindicando e sugerindo melhorias.
Desde fim de março, a rádio está fora do ar para novos ajustes. No dia 3 de abril de 2007, tomou posse a atual direção geral da rádio, o jornalista e radialista Gilberto Gomes Lima. A posse foi prestigiada por jornalistas, radialistas e funcionários do órgão. Gilberto Lima disse que o novo cargo é mais um desafio em sua vida e que pretende trabalhar com a mesma seriedade e honestidade com que vem desenvolvendo o jornalismo há 18 anos.
Entre as primeiras iniciativas foi o levantamento completo da situação dos equipamentos técnicos e viabilização do aumento da potência da rádio oficial do estado. Outra mudança está na programação. “O forte da rádio será sua programação jornalística”, afirmou Gilberto Lima, que pretende também disponibilizar a transmissão on-line da rádio pela internet e aos finais de semana veicular programas produzidos pelos movimentos e entidades sociais. A meta é para que em sessenta dias estejam definidas questões técnica e administrativa.
No dia 9 de abril, o jornal "O Imparcial", de São Luís, publica a entrevista com Gilberto Lima, que afirma que a rádio deve voltar a transmitir sua programação em no máximo 90 dias e que o alcance inicial pretendido é de 40% de todo o território do estado. Essa potência vai ser ampliada com a ajuda de satélites e a utilização de retransmissoras. Segundo Gilberto Lima, isso pode acarretar em até 100% de todo o Maranhão.
A rádio vai ter uma programação voltada para a prestação de serviço, inclusive com uma cobertura completa das ações do governo. Ainda vai ter programas esportivos, culturais, policiais. E uma novidade nos finais de semana: entidades sociais serão convidadas para produzir programas voltados para os seus segmentos.
Gilberto Lima encerra a entrevista com otimismo: “Minha paixão pelo rádio deve-se muito ao tempo que passei na Timbira. Vontade e determinação não me faltam e tenho certeza que a reinauguração da rádio será um marco no governo Jackson Lago”, afirmou.
Em agosto de 2007 a rádio voltou ao ar, mais do que os 90 dias previsto, mas com o velho transmissor. Entre janeiro e fevereiro de 2008, fez ampla cobertura dos carnavais na Ilha de São Luís.
Em 12 de abril de 2009 um raio caiu na torre e tirou a rádio do ar por mais de um mês.

### Década de 2010
Em 2015, após assumir o governo do Estado, o governador Flávio Dino promoveu uma renovação geral da emissora, visando retomar a qualidade e a credibilidade perdida nas gestões estaduais passadas, além de torná-la legitimamente o meio de comunicação oficial do povo maranhense e redemocratizar a comunicação do Estado, por meio da participação popular. Em evento realizado na Casa do Maranhão, em São Luís, o governador, o secretário de Comunicação, Robson Paz, acompanhados do presidente da Assembleia Legislativa, Humberto Coutinho, entre outros, apresentaram à imprensa os novos projetos para a Rádio Timbira, além da nova programação da emissora, lançada um dia depois, em 10 de fevereiro de 2015, com a estreia de novos programas e a contratação de novos locutores. Atualmente, a Rádio Timbira está vinculada à Secretaria de Estado da Comunicação Social e Assuntos Políticos (SECAP). Em 1º de agosto, o jornalista Ribamar Praseres assumiu a direção-geral da emissora.
Em fevereiro de 2017 o secretário adjunto de Comunicação Social, Robson Paz, assumiu a direção da Rádio Timbira. Paz tornou-se responsável pelo processo de reestruturação e modernização da emissora, que incluiu a nova programação, batizada de "Nova 1290", com a chegada dos locutores Ronald Pimenta, Maria Spíndola, Silvan Alves, José Raimundo Rodrigues, Ademar Danilo, Antônio Moreno e Batista Matos. A emissora também ampliou sua participação nas mídias digitais, com a criação do aplicativo para dispositivos móveis e também da plataforma "A Voz do Povo", que permite a participação ao vivo dos ouvintes via telefone. Também houve investimento tecnológico, com a modernização dos estúdios, que passaram a funcionar na sede da SECAP, e também um novo parque de transmissão localizado no Aterro do Bacanga, substituindo o antigo que era no Distrito Industrial.
Em março de 2023, a Rádio Timbira iniciou uma nova fase em preparação para a migração da faixa AM para o FM. Como parte dessa preparação, estreou uma nova grade de programação voltada para todos os públicos com muita música, esporte, cultura, informação e entretenimento, cuja ideia é manter a qualidade do conteúdo que já era produzido tendo a amplia diversidade musical com o jornalismo ao longo da programação, em adaptação ao formato FM.
Em fevereiro de 2024, a emissora desligou os transmissores do AM 1290 e entrou em expectativa para o início das transmissões em FM. Durante esse período vários programas e as transmissões de futebol seguiram sendo transmitidos pelas redes sociais e plataformas digitais da emissora. 
Em 6 abril de 2024, a emissora iniciou as transmissões em caráter experimental na frequência de FM 95.5 que foi inaugurada em definitivo 3 dias depois com uma nova grade dando mais espaço para música principalmente de artistas da terra além de manter a programação jornalística e esportiva. 